# Tiffany Mason
Tiffany Mason, född 20 januari 1982 i Phoenix, Arizona, USA, är en amerikansk skådespelare i pornografisk film. Hon har medverkat i över 50 filmer sedan debuten 2000. 2000 ändrade hon sitt artistnamn till Taya.

## Priser
| Year | Ceremony   | Result    | Award            |
| ---- | ---------- | --------- | ---------------- |
| 2001 | AVN Award  | Nominated | Best New Starlet |
| 2001 | XRCO Award | Nominated | Cream Dream      |